# UniNettuno University TV
UniNettuno University TV è un canale televisivo gratuito italiano diffuso via satellite, edito dalla università telematica internazionale "UniNettuno".

## Storia
Il canale venne lanciato con il nome di RaiSat Nettuno il 10 novembre 1997 sulla televisione satellitare gratuita. Nettuno nasce come consorzio tra università e aziende per corsi universitari a distanza. Trenta atenei italiani, insieme all'IRI, Confindustria, Telecom Italia e Rai hanno danno vita al progetto, e da quell'anno trasmetteva, 24 ore su 24, lezioni universitarie in collaborazione con il Ministero dell'istruzione, dell'università e della ricerca e una rete di università pubbliche.
Il canale è stato gestito dalla Rai dal momento del lancio nel 1997 e continuativamente fino al 2014. Nel 1999 cambiò nome in RaiSat Nettuno Lezioni Universitarie per poi cambiarlo ulteriormente nel 2003, dopo la scissione in due canali distinti, in Rai Nettuno Sat Uno.
Fin dalla nascita, l'emittente è stata visibile gratuitamente in chiaro sul satellite ed era gestita dalla struttura RaiSat che si occupava anche di altre emittenti satellitari, tutte diffuse nel tradizionale standard DVB-S. Quando l'offerta dei vari canali tematici di RaiSat divenne visibile solo a pagamento sulla piattaforma TELE+, questo canale rimase gratuito. Nel 2003 venne lanciata una rete satellitare gemella, Rai Nettuno Sat Due, diffusa sullo stesso multiplex televisivo dell'emittente nata nel 1997; tale emittente cessò definitivamente le trasmissioni il 1º febbraio 2009. Nonostante ciò, il canale principale mantenne lo stesso nome fino al 2014.
Nel 2005, la gestione del canale passò all'ateneo UTIU, acronimo di Università telematica internazionale "UniNettuno". Alcune trasmissioni del canale vennero trasmesse quotidianamente anche da Rai Due per alcune ore durante la fascia notturna, negli anni in cui il canale accademico era coprodotto da Rai e UTIU.
Nonostante l'azienda pubblica abbia cambiato più volte il proprio logo nel corso degli anni, Rai Nettuno Sat Uno fu l'unico canale a mantenere il logo Rai utilizzato dal 1988 al 2000.
Durante il mese di aprile del 2014, l'emittente abbandonò definitivamente la denominazione Rai, adottando la nuova denominazione UniNettuno University TV. Il canale accademico diventò indipendente: non è più coprodotto insieme alla Rai, bensì dalla sola UTIU. A dimostrazione di ciò vi è il fatto che nel portale Rai.tv l'emittente accademica non appariva più tra i canali selezionabili per la diretta streaming sul portale web; inoltre, nel sito ufficiale viene descritta come il canale dell'Università telematica internazionale UniNettuno e non più come il canale di Rai e UTIU, come avveniva in precedenza.
UniNettuno University TV è ricevibile gratuitamente in Europa, Medio Oriente e Nordafrica. Viene memorizzato sul canale 812 della piattaforma Sky Italia (precedentemente era il canale 822) e sul canale 701 della piattaforma Tivùsat (precedentemente era privo di LCN).

## Loghi

Il logo dell'emittente usato dal 2003 al 2014.